# تپه آینان گوون
تپه آینان گوون مربوط به هزاره ۵ قبل از میلاد - هزاره اول قبل از میلاد است و در شهرستان نقده، بخش مرکزی، دهستان بیگم قلعه، روستای محمد شاه سفلی واقع شده و این اثر در تاریخ ۲۵ آبان ۱۳۸۷ با شمارهٔ ثبت ۲۳۴۸۱ به‌عنوان یکی از آثار ملی ایران به ثبت رسیده است.